# Sekretariwka
Sekretariwka – wieś na Ukrainie, w obwodzie odeskim, w rejonie bielajewskim. W 2001 roku liczyła 941 mieszkańców.